# Praia Vermelha (Ilhabela)

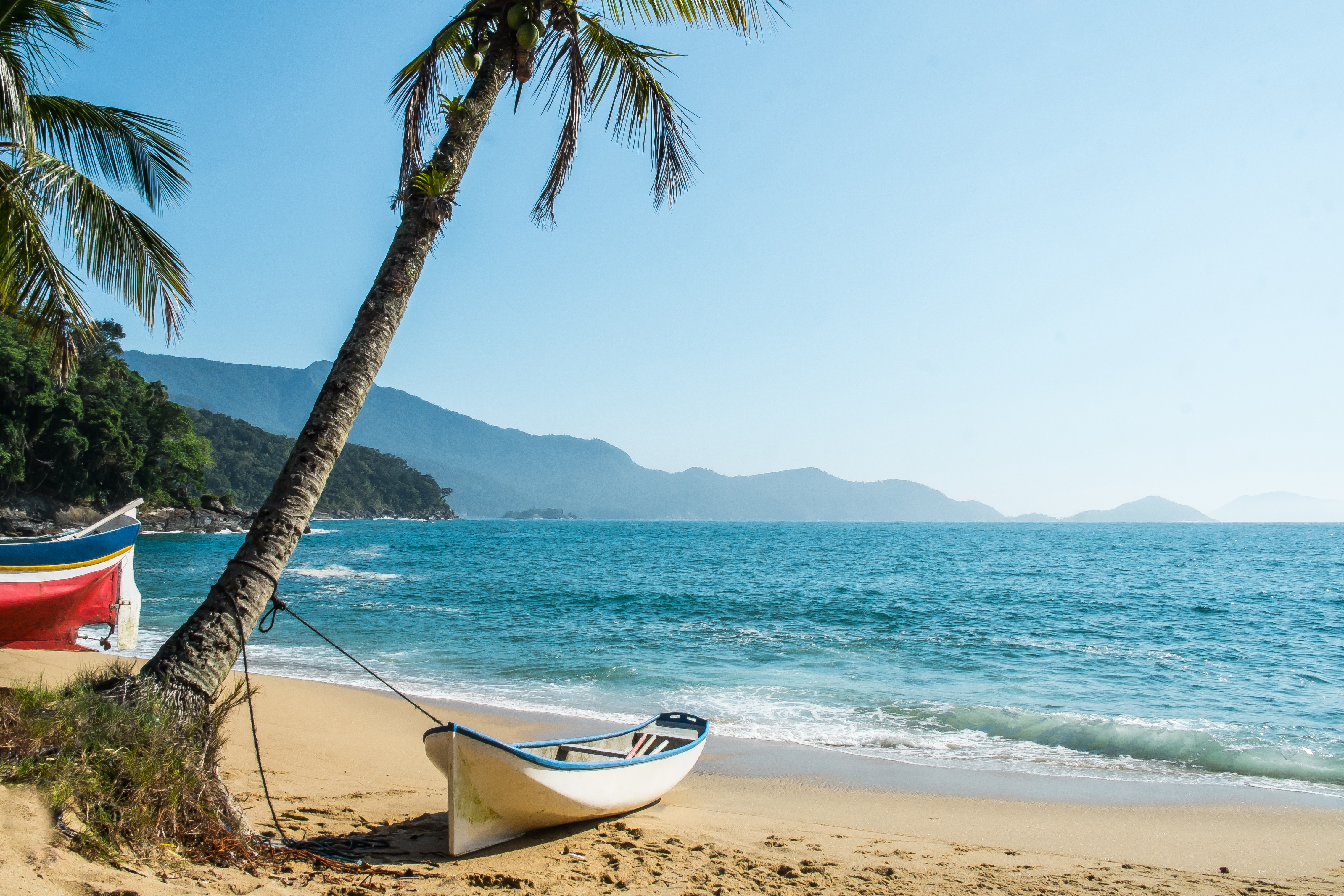
Praia Vermelha.

A Praia Vermelha é uma das praias do leste de Ilhabela, localizada no distrito de Paranabi, litoral norte do estado de São Paulo. Fica na baía de Castelhanos, entre a Praia Mansa e a Praia da Figueira.
Para acessá-la é necessário fazer um trilha de cerca de cinco quilômetros a partir da Praia de Castelhanos. Ou se partir de barco da praia do Perequê, o trajeto leva cerca de uma hora.
Com cerca de 400 metros de extensão e emoldurada por coqueiros, a praia tem uma faixa de areia é bem inclinada em direção ao mar. Em sua ponta direita, um rio de água doce deságua, formando uma grande lagoa cercada de bambus, e suas águas passam entre pequenas pedras e alcançam o mar bem no canto da praia. A areia é branca e fina.